# Centrorhynchus aluconis
Centrorhynchus aluconis är en hakmaskart som först beskrevs av Mueller 1780.  Centrorhynchus aluconis ingår i släktet Centrorhynchus och familjen Centrorhynchidae. Inga underarter finns listade i Catalogue of Life.